# Klik&Play
Klik&Play(クリックアンドプレイ)は、仏Clickteamが開発した、2Dゲーム開発ソフトである。日本では富士通、富士通パレックスがローカライズし販売した。

## 概要
プログラミング言語を一切使用せず、ほぼすべての作業をGUIを使った直感的なマウス操作のみで行う。後継ソフトにはClick&Create、Multimedia Fusion 2、 Clickteam Fusion 2.5 等がある。

## エディタ
Klik&Playではゲーム作成の各過程を以下のエディタに分けている。
- ストーリーボードエディタ
- レベルエディタ
- ステップスルーエディタ
- イベントエディタ

### ストーリーボードエディタ
「フレーム」の一覧を表示し追加や削除、設定を行う。
フレームとはゲームの各場面を分割したもので
ピクチャーフレーム(PCX, LBM, GIF, BMP)、アニメーションフレーム(FLI, FLC)、レベルフレームからなる。

### レベルエディタ
ゲームのコアである、レベルフレームの編集を行う。
ここではオブジェクトを作成し、画面上に配置、また動作パターンの設定などを行う。

### ステップスルーエディタ
ゲームを実際に進めながら、発生したイベントに対するアクションを設定していく。
どんなイベントがあるか知らなくてもよい初心者向けの機能だが、あまり高度な設定はできない。

### イベントエディタ
イベントに対するアクションを設定する。
ステップスルーエディタよりも高度な設定が可能。

## Klik & Play For Schools
Klik & Play For Schoolsは、公式サイト

上で配布されていたKlik&Playのフリーソフト版。
2012年現在、公式サイト上での配布は終了している。
再配布は許可されているため、Internet Archive

や有志のサイトなどからダウンロード可能である。